# Władysław Matus
Władysław Matus, znany też pod nazwiskiem Józef Malkiewicz (ur. 20 maja 1888 w Buczynie, zm. 26 kwietnia 1993 w Ostrowąsie) – polski ksiądz katolicki, publicysta, działacz społeczny i polityczny, poseł na Sejm I kadencji w II RP z ramienia Związku Ludowo-Narodowego.

## Życiorys

### Rodzina i wykształcenie
Syn Józefa (był wójtem) i Ludwiki. Miał cztery siostry i czterech braci. Pochodził z rolniczej rodziny. Szkołę ludową oraz realną ukończył w Buczynie i Bochni. Został też absolwentem Gimnazjum św. Anny w Krakowie. Po zdaniu matury wstąpił do seminarium duchownego we Lwowie. Ukończył studia na Wydziale Teologicznym Uniwersytetu Jana Kazimierza. Święcenia kapłańskie otrzymał 13 lipca 1913, z rąk ks. abp. Józefa Bilczewskiego.

### Działalność do 1918
Po krótkim pobycie na wikariacie w Lubaczowie został przeniesiony do Husiatyna. Uczył także religii w szkołach wiejskich w Czabarówce i Olchowczyku. Był też kapelanem w szpitalu. Od września 1914 sprawował początkowo obowiązki administratora parafii, a później został proboszczem. W latach 1915–1917 pracował w rosyjskich szpitalach wojennych. Za zasługi zaoferowano mu Order Świętego Stanisława, którego jednak nie przyjął. Był członkiem zarządu Związku Polaków w Husiatynie. W 1917 ewakuował się do Kopyczyniec, gdzie założył delegację tzw. Biskupiego Krakowskiego Komitetu Pomocy i składnicę kółek rolniczych, został też członkiem Komitetu Pomocy dla Rodzin Wojskowych. W 1918 czterokrotnie aresztowali go Ukraińcy. Był zagrożony rozstrzelaniem, ale został uratowany przez miejscową ludność.

### Aktywność w niepodległej Polsce
W 1919 został przywódcą Bezpartyjnej Organizacji Narodowej w powiecie husiatyńskim. Publikował swoje artykuły w „Głosie Polskim”, „Ojczyźnie”, „Słowie Polskim”, „Zorzy”. W wyborach parlamentarnych w 1922 uzyskał mandat poselski z listy Związku Ludowo-Narodowego. W Sejmie I kadencji pracował w komisjach: odbudowy kraju, opieki społecznej, robót publicznych i rolnej. W latach 20. XX wieku był członkiem zarządu głównego Związku Ludowo-Narodowego i Stronnictwa Narodowego. Został wiceprezesem Małopolskiego Towarzystwa Rolniczego. W 1933 przeniósł się do Lwowa. Był również radnym tego miasta. Otrzymał godność Honorowego Kanonika Kapituły Lwowskiej. Nawiązał kontakty z organizacjami młodzieżowymi. Został kapelanem Towarzystwa „Sokół” i prezesem stowarzyszenia rzemieślniczego „Skała”. W sierpniu 1937 przebywał i niego Roman Dmowski, który wracał z Kosowa. 

### Okres II wojny światowej
Po wkroczeniu do Lwowa Armii Czerwonej we wrześniu 1939, był kilkakrotnie wzywany na przesłuchania. Za zgodą arcybiskupa lwowskiego Bolesława Twardowskiego postanowił przedostać się do okupowanego przez Niemców Krakowa. Tam nawiązał kontakt z ks. Józefem Zatorem-Przytockim i polskim podziemiem. Od 1943 był członkiem kierownictwa Komitetu Ziem Wschodnich, współpracującego z Biurem Wschodnim Delegatury Rządu na Kraj. 
W Krakowie pracował jako kapelan, katecheta i rekolekcjonista. Pośredniczył między konspiracją a kardynałem Adamem Sapiehą. 

### Funkcjonowanie po 1945
Po 1945 działał w strukturach nielegalnego Stronnictwa Narodowego. Został prezesem tajnego Prezydium SN. Wcześniej jako delegat SN wziął udział w spotkaniu z kardynałem Augustem Hlondem w Poznaniu. W 1946 zmienił za zgodą władz kościelnych nazwisko na Józef Malkiewicz. Przyczyną było możliwe aresztowanie przez funkcjonariuszy MBP. Pod tym nazwiskiem występował aż do lat 90. XX wieku. Wyjechał do Krakowa, potem mieszkał w Częstochowie oraz Wieluniu. W 1947 zgłosił się do kurii wrocławskiej, gdzie przedstawił się jako repatriant ze wschodu. Został proboszczem w parafiach w Bobrownikach. Prowadził tam lokalny oddział Caritas oraz komisję duszpasterską dla młodzieży.
W latach 50. był poszukiwany przez pracowników Ministerstwa Bezpieczeństwa Publicznego.
W 1960 został przeniesiony do parafii w Przedczu. W 1970 przeszedł na emeryturę. Przez następne osiem lat przebywał w Przedczu jako rezydent. W 1978 przeniósł się do sanktuarium maryjnego w Ostrowąsie, gdzie mieszkał do swojej śmierci (proboszczem był tutaj jego dawny wikary ks. Jan Matusiak). 
W 1993 prezydent RP Lech Wałęsa przyznał mu Krzyż Komandorski Orderu Odrodzenia Polski, za wybitne zasługi w długoletniej pracy duszpasterskiej i społecznej. Zmarł niespełna miesiąc przed swoimi 105. urodzinami. 30 kwietnia został uczczony w Sejmie minutą ciszy (jako jeden z ostatnich przedwojennych parlamentarzystów).
Został pochowany 29 kwietnia 1993 w grobowcu rodzinnym w Sobolowie.